# Hertzův tlak

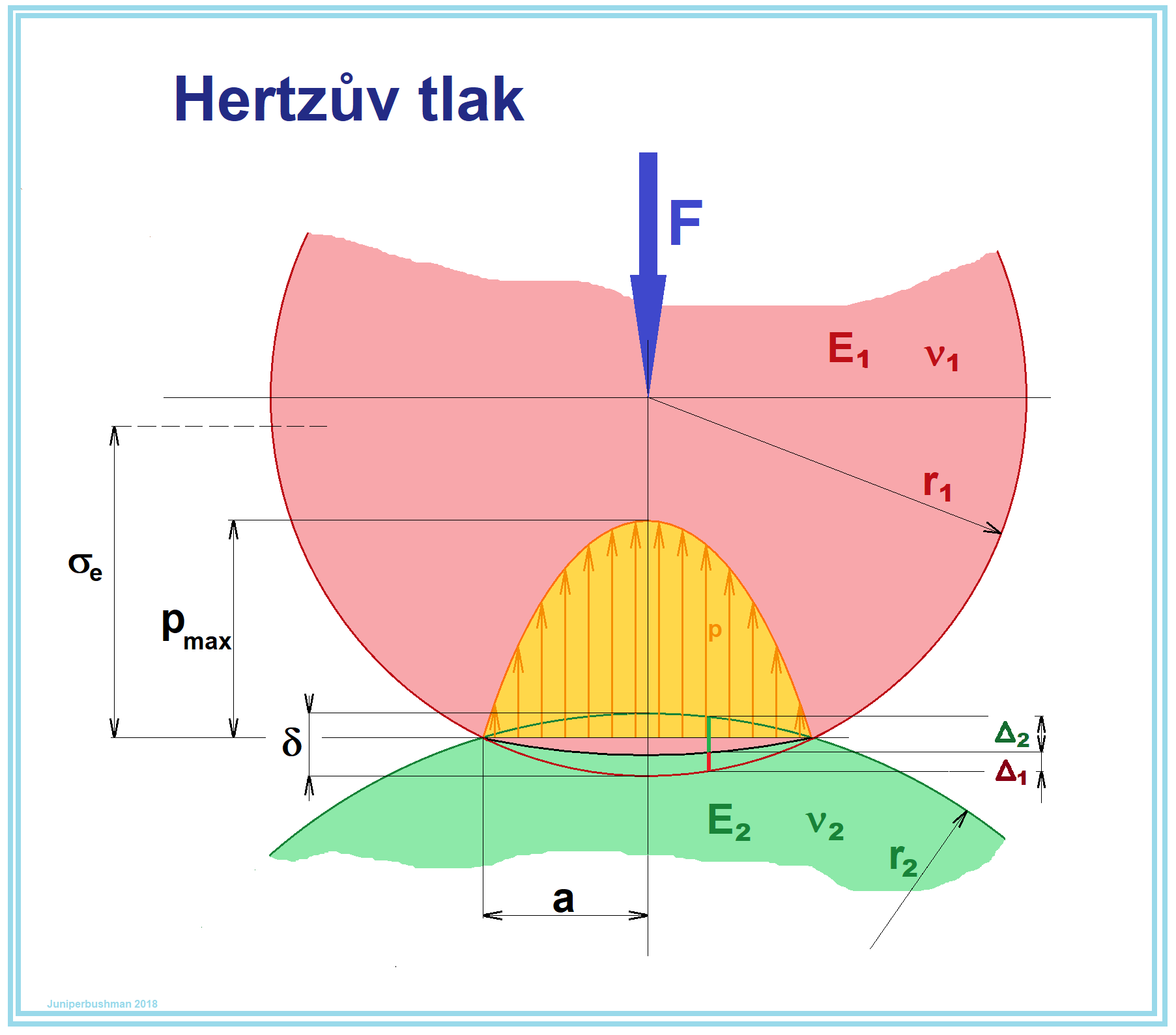
Schema Hertzova modelu styčného tlaku

Hertzův tlak (neboli styčný tlak ev. kontaktní pnutí) je tlak, který vzniká v místě vzájemného silového působení dvou těles s definovaným zakřivením povrchu. Svůj název nese po německém fyzikovi Heinrichu Hertzovi, který řešení této úlohy (formulované jako tzv. Hertzův model) publikoval v roce 1882.

## Hertzův model
Hertzův model je založen na těchto předpokladech: 
- Rozměr stykové plošky je podstatně menší než poloměry křivosti dotýkajících se těles
- Všechna vzniklá napětí jsou menší, než meze pružnosti těles
- Na stykové ploše je nulové tření i adheze

## Výpočet
V obecném zadání figurují parametry dotýkajících se těles (těleso 1 a těleso 2):
- hlavní křivosti – menší {\displaystyle k_{a}} a větší {\displaystyle k_{b}} (kde {\displaystyle k={\frac {1}{r}}}), což jsou navzájem kolmé největší a nejmenší křivosti ve stykovém bodě.
U těles vydutých (střed křivosti plochy leží mimo těleso) má křivost zápornou hodnotu {\displaystyle -k}.
- úhel natočení – {\displaystyle \phi } úhel mezi rovinami křivosti {\displaystyle k_{1a}} a {\displaystyle k_{2a}}
Pokud je jedním z těles koule, pak je {\displaystyle k_{a}=k_{b}=k} a {\displaystyle \phi =0}
- moduly pružnosti materiálů těles – {\displaystyle E_{1}} a {\displaystyle E_{2}}
- Poissonova čísla materiálů těles – {\displaystyle \nu _{1}} a {\displaystyle \nu _{2}}

### Obecné řešení
Odvození velikosti tlaku ve styčné ploše vychází z deformačních podmínek tuhých těles, kdy se nejprve stanoví velikost a tvar stykové plochy, jimž je obecně elipsa. Průběh tlaku na stykové ploše je parabolický (pokud nepřekročí mez pružnosti jednoho z materiálů), což vychází z průběhu deformace radiusu povrchu. Maximální tlak vyvozený silou {\displaystyle F} se nachází uprostřed dotykové elipsy a má velikost
{\displaystyle p_{\mathrm {max} }=1,5\cdot {\frac {F}{\pi ab}}}  , kde {\displaystyle a} a {\displaystyle b} jsou rozměry poloos dotykové elipsy:
{\displaystyle a=\alpha \cdot {\sqrt[{3}]{\frac {Fm}{n}}}}
{\displaystyle b=\beta \cdot {\sqrt[{3}]{\frac {Fm}{n}}}}
V těchto formulích je hodnota činitelů
{\displaystyle m={\frac {4}{k_{1a}+k_{1b}+k_{2a}+k_{2b}}}}
{\displaystyle n={\frac {4}{3}}\cdot {\frac {E}{(1-\nu ^{2})}}}   pro {\displaystyle E_{1}=E_{2}=E} a  {\displaystyle \nu _{1}=\nu _{2}=\nu }
Konstanty {\displaystyle \alpha } a {\displaystyle \beta } jsou definovány v tabulce podle úhlového parametru {\displaystyle \theta }, který se vypočte jako {\displaystyle \theta =\operatorname {arccos} \left({\frac {m}{4}}\cdot {\sqrt {(k_{1a}-k_{1b})^{2}+(k_{2a}-k_{2b})^{2}+2\cdot (k_{1a}-k_{1b})\cdot (k_{2a}-k_{2b})\cdot \cos {2\phi }}}\right)}
| {\displaystyle \theta } | 20°   | 30°   | 35°   | 40°   | 45°   | 50°   | 55°   | 60°   | 65°   | 70°   | 75°   | 80°   | 85°   | 90°  |
| {\displaystyle \alpha } | 3,778 | 2,731 | 2,397 | 2,136 | 1,926 | 1,754 | 1,611 | 1,486 | 1,378 | 1,284 | 1,202 | 1,128 | 1,061 | 1,00 |
| {\displaystyle \beta }  | 0,408 | 0,493 | 0,530 | 0,567 | 0,604 | 0,641 | 0,678 | 0,717 | 0,759 | 0,802 | 0,846 | 0,893 | 0,944 | 1,00 |
Případy se zcela obecným zadáním jsou v praxi velice ojedinělé a přibližuje se k nim například odvalování kuličky v rádiusové drážce valivého ložiska. 

## Typické případy
V typických případech figurují obvykle koule, válec a rovina.
Pro zjednodušení lze brát {\displaystyle \nu _{1}=\nu _{2}=0,3}

### koule – koule
V tomto případě je styková plocha kruhová ({\displaystyle r_{1a}=r_{1b}={\frac {d_{1}}{2}}} a {\displaystyle r_{2a}=r_{2b}={\frac {d_{2}}{2}}}) a její poloměr je
{\displaystyle a=0,7\cdot {\sqrt[{3}]{F\cdot {\frac {{\frac {1}{E_{1}}}+{\frac {1}{E_{2}}}}{{\frac {1}{d_{1}}}+{\frac {1}{d_{2}}}}}}}}
Maximální tlak pak je:  {\displaystyle p_{\mathrm {max} }=1,5\cdot {\frac {F}{\pi a^{2}}}}
Přiblížení středů koulí je {\displaystyle \delta =0,97\cdot {\sqrt[{3}]{F^{2}\cdot \left({\frac {1}{E_{1}}}+{\frac {1}{E_{2}}}\right)^{2}\cdot \left({\frac {1}{d_{1}}}+{\frac {1}{d_{2}}}\right)}}}

### koule – rovina
Rovina je v podstatě koule o nekonečném poloměru, tudíž {\displaystyle {\frac {1}{d_{2}}}=0} a pak je poloměr stykové plochy 
{\displaystyle a=0,7\cdot {\sqrt[{3}]{F\cdot {\frac {{\frac {1}{E_{1}}}+{\frac {1}{E_{2}}}}{\frac {1}{d_{1}}}}}}}
Maximální tlak pak je:  {\displaystyle p_{\mathrm {max} }=1,5\cdot {\frac {F}{\pi a^{2}}}}
V případě shodných materiálů koule i podložky ({\displaystyle E_{1}=E_{2}=E}) dostaneme vztahy:
{\displaystyle a=0,88\cdot {\sqrt[{3}]{\frac {Fd}{E}}}} ;   {\displaystyle p_{\mathrm {max} }=0,62\cdot {\sqrt[{3}]{\frac {FE^{2}}{d^{2}}}}} ;  {\displaystyle \delta =1,54\cdot {\sqrt[{3}]{\frac {F^{2}}{E^{2}d}}}}
Pro kalenou ocelovou kouli na kalené ocelové rovině lze použít pro určení dovolené zátěže při maximálním dovoleném tlaku {\displaystyle p_{\mathrm {max} }=3700MPa} 
přibližný vzoreček: {\displaystyle F_{dov}=500\cdot d^{2}}   pro F v [N] a  d v [cm].

### rovnoběžné válce
Styková plocha má tvar obdélníka o šířce b, takže
{\displaystyle b=1,52\cdot {\sqrt {q\cdot {\frac {{\frac {1}{E_{1}}}+{\frac {1}{E_{2}}}}{{\frac {1}{d_{1}}}+{\frac {1}{d_{2}}}}}}}} , kde {\displaystyle q={\frac {F}{l}}} je zatížení vztažené na jednotku délky
Maximální tlak pak je:  {\displaystyle p_{\mathrm {max} }={\frac {4q}{\pi b}}}

### válec – rovina
V tomto případě platí {\displaystyle b=1,52\cdot {\sqrt {q\cdot {\frac {{\frac {1}{E_{1}}}+{\frac {1}{E_{2}}}}{\frac {1}{d_{1}}}}}}}
Maximální tlak pak je:  {\displaystyle p_{\mathrm {max} }={\frac {4q}{\pi b}}}
V případě shodných materiálů válce i podložky ({\displaystyle E_{1}=E_{2}=E}) dostaneme vztahy:
{\displaystyle b=2,15\cdot {\sqrt {\frac {qd}{E}}}} ;   {\displaystyle p_{\mathrm {max} }=0,591\cdot {\sqrt {\frac {qE}{d}}}} ;  {\displaystyle \delta =0,58\cdot {\frac {q}{E}}\cdot \left({\frac {1}{3}}+\ln {\frac {2d}{b}}\right)}
Při předběžném návrhu mostních ložisek lze použít zjednodušený vzoreček {\displaystyle q=500\cdot d}   pro q v [N/cm] a  d v [cm].

## Odlišné vzorce
V literatuře se vyskytují i poněkud odlišné vzorce. Je to jednak použitím jiné úpravy konstant a jednak použitím
tzv. redukovaného modulu pružnosti 
{\displaystyle {\frac {1}{E_{red}}}={\frac {1-{\nu }_{1}^{2}}{E_{1}}}+{\frac {1-{\nu }_{2}^{2}}{E_{2}}}}
a tzv. ekvivalentního rádiusu {\displaystyle {\frac {1}{r_{e}}}={\frac {1}{r_{1}}}+{\frac {1}{r_{2}}}}

## Jiné modely kontaktního pnutí
Zohledňují vliv adheze:
- Bradleyův model
- Model pružného kontaktu Johnson-Kendall-Roberts (JKR)
- Model pružného kontaktu Derjaguin-Muller-Toporov (DMT)
- Taborův parametr – spojuje modely JKR a DMT
- Model pružného kontaktu Maugis-Dugdale
- Model Carpick-Ogletree-Salmeron (COS)

– dle odstavce „Adhesive contact between elastic bodies“ v článku „Contact mechanics“ na anglické Wikipedii